# Mountstuart Elphinstone

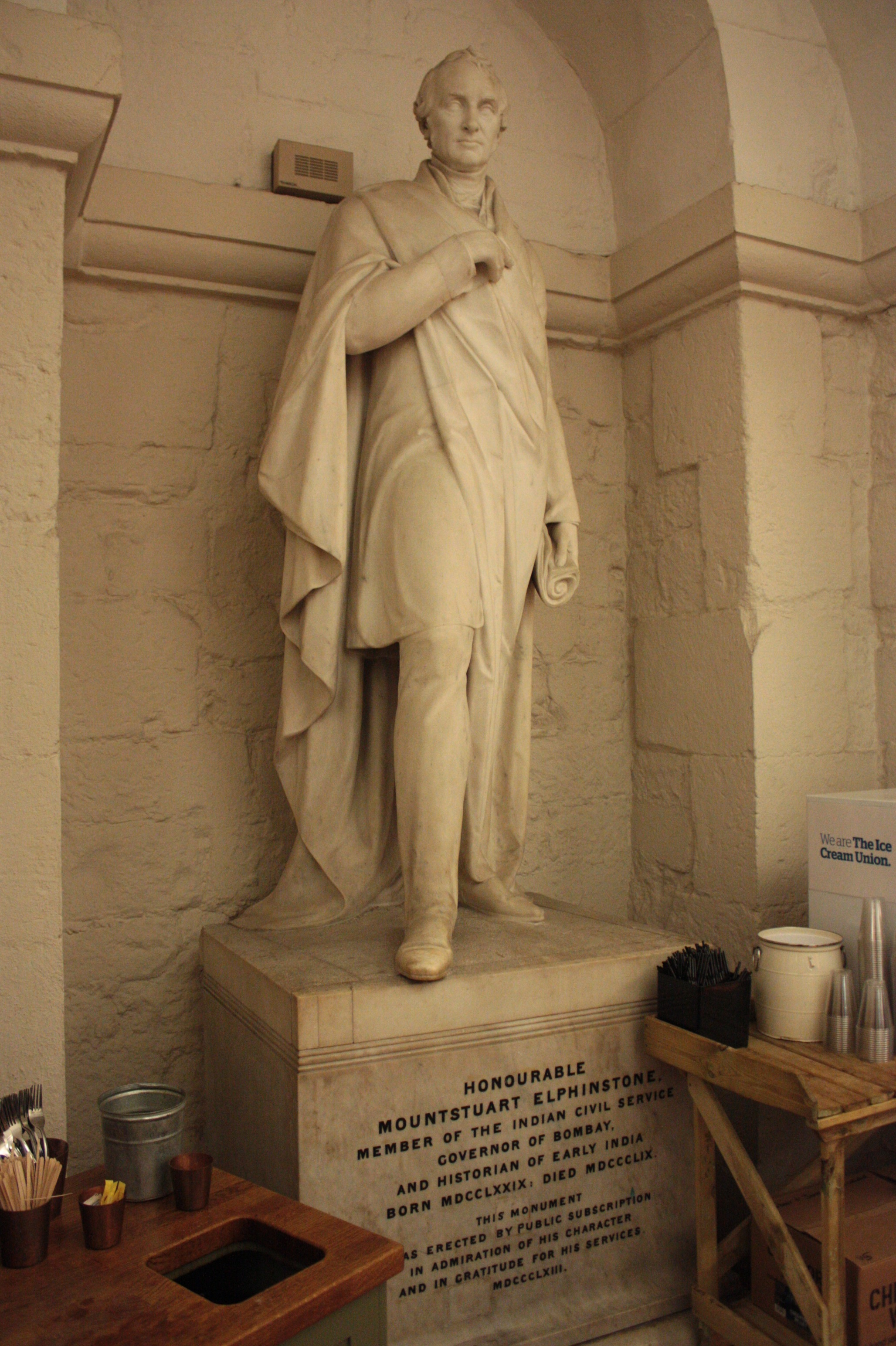
Standbeeld van Mountstuart Elphinstone in St. Paul's Cathedral in Londen.

Mountstuart Elphinstone (Dumbarton, 6 oktober 1779 - Surrey, 20 november 1859) was een Schots staatsman, diplomaat, oriëntalist en historicus in Brits-India. Hij was onder andere gouverneur van Bombay, waar hij scholen en een universiteit stichtte zodat westers onderwijs beschikbaar werd voor Indiërs.

## Levensloop
Elphinstone was de vierde zoon van de Lord Elphinstone, en groeide op in het Schotse Dumbartonshire. Hij bezocht de Royal High School in Edinburgh. Onder invloed van een van zijn ooms, die directeur was van de British East India Company, reisde hij in 1796 (op 18-jarige leeftijd) naar Brits-India om in Calcutta (tegenwoordig Kolkata) diverse lagere posten in het bestuur te bekleden. In 1801 werd hij overgeplaatst naar de Diplomatic Service, die hem uitzond naar Poona (Pune). Hij werd daar aan de staf van de Britse resident Arthur Wellesley (de latere duke/hertog van Wellington) toegevoegd, die als Brits afgezant aan het hof van de peshwa van de Maratha's (Baji Rao II) functioneerde.

### Diplomaat in Poona
Hoewel de peshwa als de belangrijkste autoriteit in het Maratharijk gold, was het rijk slechts los georganiseerd. Omdat Baji Rao II het charisma en de autoriteit van zijn voorgangers miste om de vijf belangrijkste radja's in het gareel te houden, was de politieke situatie onzeker. De Britten probeerden de Maratha's ondertussen door middel van diplomatie buiten de invloed van de Fransen en onder hun eigen invloed te krijgen. Een van de vijf radja's, Yashwantrao Holkar van Indore, verdreef de peshwa in december 1802 uit Poona. De peshwa zocht daarop de hulp van de Britten en Wellesley nam deze buitenkans aan om de peshwa tot een verdrag te bewegen waarin hij in ruil voor militaire steun de Britten als meerderen erkende. Vanzelfsprekend weigerden de radja's deze vernederende situatie te erkennen. Dit betekende het begin van de Tweede Anglo-Maratha-oorlog (1803-1805).
Elphinstone assisteerde Wellesley als adjudant, ondanks zijn gebrek aan militaire ervaring en opleiding. Hij vocht onder andere mee in de slag bij Assaye, waar de Britten een belangrijke overwinning op de radja's Raghoji II Bhonsale van Nagpur en Daulat Scindhia van Gwalior behaalden. Na afloop van de oorlog werd Elphinstone als resident aangesteld aan het hof van de eerste in Nagpur.

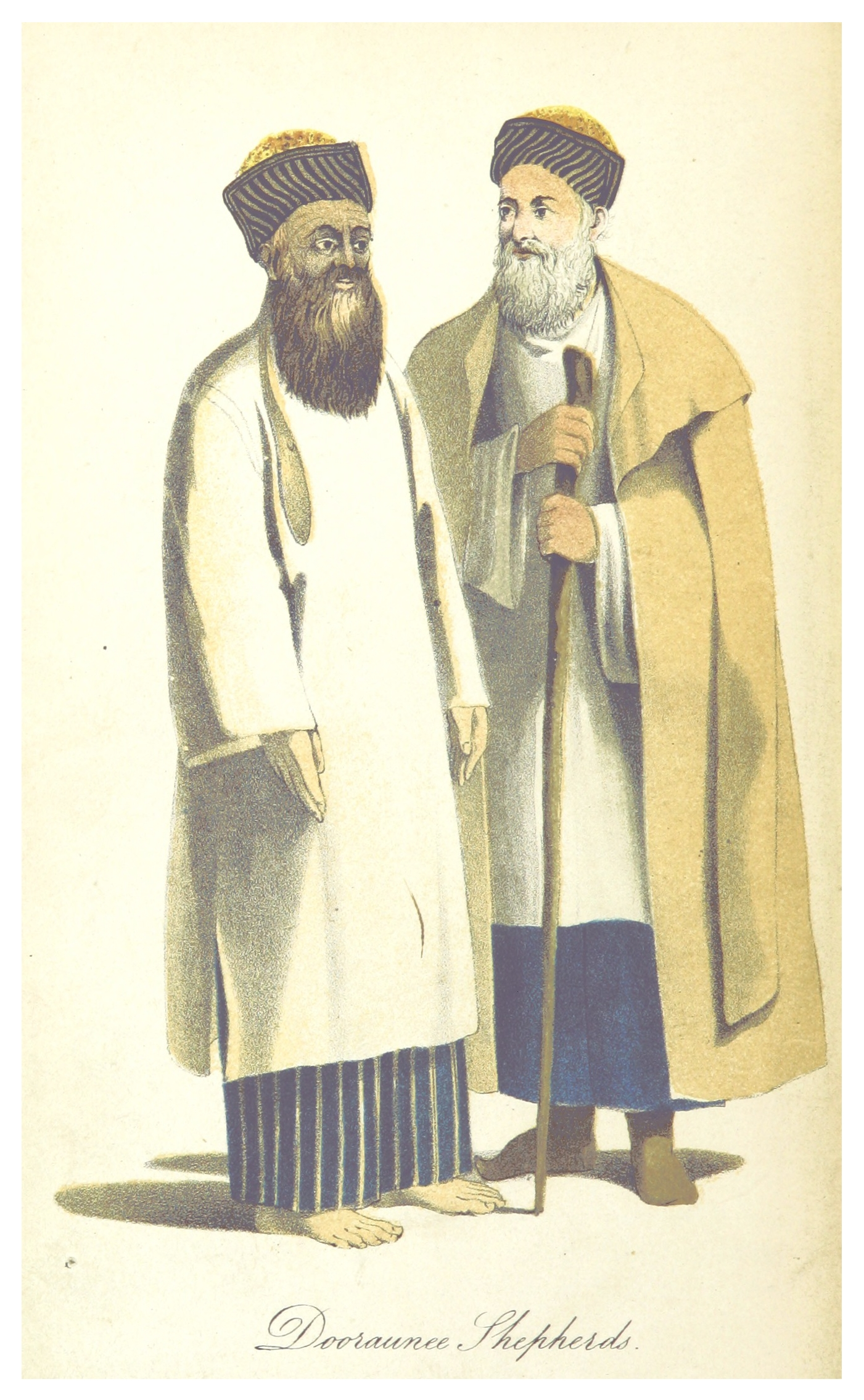
"Dooraunee Shepherds" (Durrani herders), afbeelding uit de tweede druk van An account of the kingdom of Caubul (uit 1839).

### Afgezant in Afghanistan
In 1808 werd Elphinstone tot de eerste Britse gezant aan het hof van de Afghaanse Durranivorst in Kabul benoemd. Zijn opdracht was een bondgenootschap met de Afghanen te sluiten tegen de Fransen, die onder Napoleon een invasie van India voorbereidden. Voordat Elphinstone een verdrag met de Afghaanse vorst Shuja Shah Durrani kon sluiten werd de laatste echter door zijn broer van de troon gestoten. Elphinstone keerde onverrichter zake terug naar Calcutta, waar hij ongeveer een jaar doorbracht om zijn rapport samen te stellen. Hij beschreef de geografie en bevolking van Afghanistan in zijn boek Account of the Kingdom of Cabul and its Dependencies in Persia and India, dat in 1815 gepubliceerd werd.

### Derde Maratha-oorlog
In 1816 werd Elphinstone benoemd tot resident aan het hof van de peshwa in Poona. De Britten hadden hun invloed over de Maratha's vergroot door de verschillende facties tegen elkaar uit te spelen. Een beslissende factor daarbij was de zwakke positie van de peshwa. De radja van Baroda stond al sinds 1802 onder bescherming van de Britten, zodat de peshwa niet langer belasting uit zijn gebied ontving. Toen een afgezant van de radja in Poona vermoord werd, dwong Elphinstone de peshwa op 13 juni 1817 een nieuw verdrag op, waarin hij van aanspraken op Baroda afzag, andere gebieden aan de Britten overdroeg en zijn cavalerie ontbond.
De peshwa begon in het geheim echter voorbereidingen te treffen om zich van de Britten te ontdoen. Elphinstone kwam op de hoogte van deze plannen en toen de Derde Anglo-Maratha-oorlog uitbrak in 1817 waren de Britten voorbereid. In de Slag bij Kirki werden de troepen van de peshwa verslagen en uit de omgeving van Poona verdreven.
De rest van de oorlog kwam neer op een militaire inname van de overgebleven delen van het Maratharijk. De peshwa werd verbannen en zijn titel opgeheven. Elphinstone werd in 1819 benoemd tot gouverneur van Bombay.

### Gouverneur van Bombay en latere leven

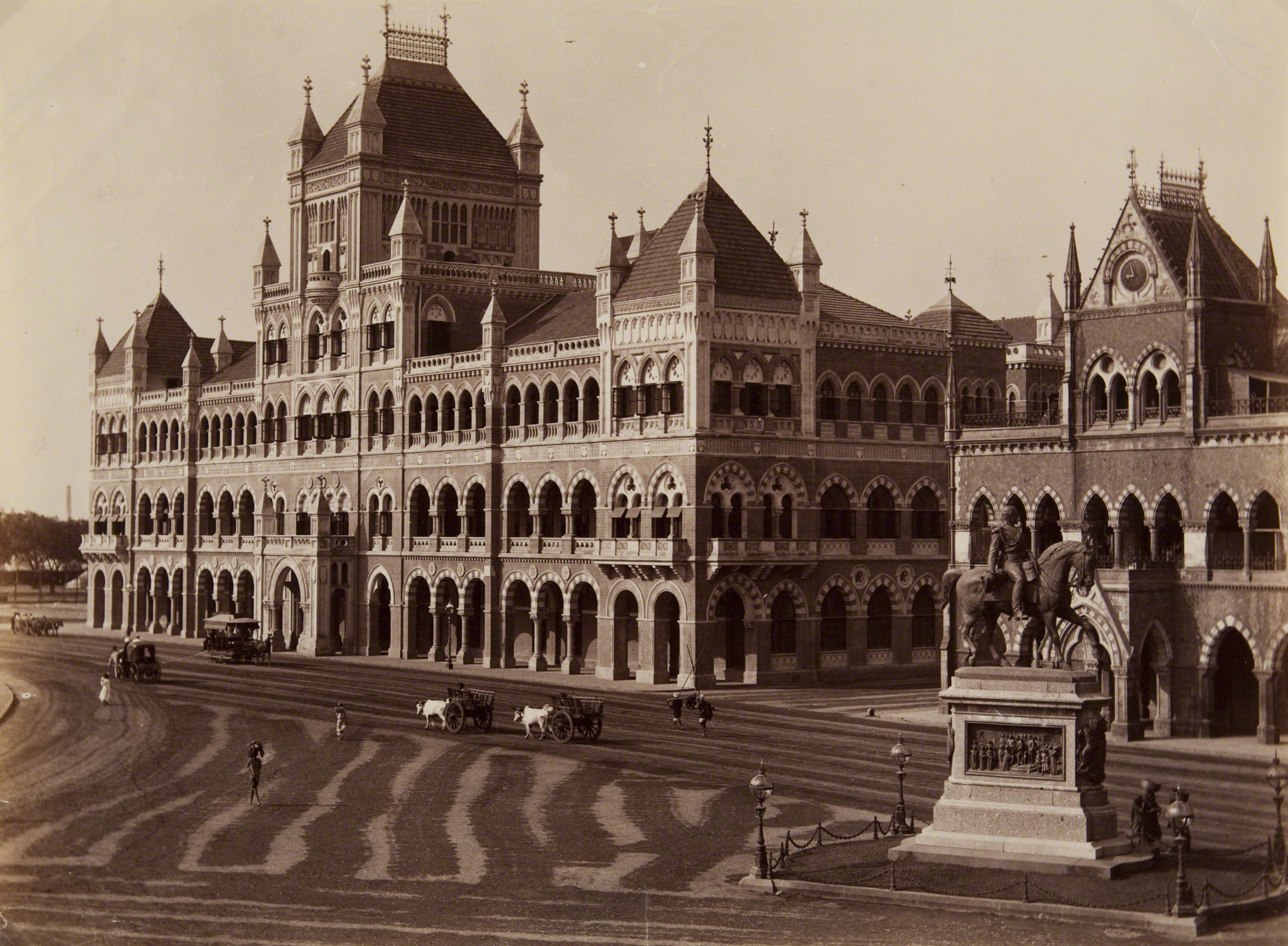
Elphinstone College, de door Elphinstone in Bombay gestichte universiteit. Foto door Bourne and Shepherd, laat 19e eeuw.

In Bombay stichtte Elphinstone verschillende onderwijsinstituten met de bedoeling de Indiase bevolking westers onderwijs te bieden. Dit was in die tijd omstreden: de publieke opinie in Engeland was tegen het scholen van de inheemse bevolking. Pas in de tweede helft van de 19e eeuw zou westerse educatie tot de vaste politiek van de koloniale regering in Brits-India gaan behoren. Elphinstone kan daarom als stichter van het huidige staatsonderwijssysteem van India gezien worden. Ook hervormde hij in Bombay de rechtspraak door een helder en bondige serie wetten in te voeren, die bekend werden als de "Elphinstone Code".
In 1827 trad Elphinstone terug als gouverneur, om in twee jaar terug naar Engeland te reizen. Hij trok zich terug op zijn landgoed bij Surrey, en wijdde hij zich aan de studie en het schrijven van zijn memoires. Tot tweemaal toe weigerde hij een benoeming tot gouverneur-generaal van Brits-Indië en eenmaal tot gouverneur-generaal van Canada. In plaats daarvan stelde hij er de voorkeur aan zijn History of India (geschiedenis van India) af te ronden. Het werk werd in 1841 gepubliceerd (in vijf delen). Elphinstone stierf in 1859 op zijn landgoed Hookward Park.
- Bibsys: 2034184
- Bibliothèque nationale de France: cb11963652q (data)
- Catàleg d'autoritats de noms i títols de Catalunya: 981058620216206706
- CiNii: DA04589224
- Gemeinsame Normdatei: 124533450
- International Standard Name Identifier: 0000 0001 0900 2529
- Library of Congress Control Number: n50078872
- Nationale bibliotheek van Australië: 35063138
- Nationale Bibliotheek van Israël: 987007279167705171
- Nederlandse Thesaurus van Auteursnamen: 07030081X
- Réseau des bibliothèques de Suisse occidentale: 02-A003215284
- RKD-Nederlands Instituut voor Kunstgeschiedenis: 26059
- Istituto Centrale per il Catalogo Unico: NAPV130824
- SNAC: w6p27j8k
- Système universitaire de documentation: 027637905
- Trove: 815752
- Union List of Artist Names: 500590281
- Virtual International Authority File: 51698000
- WorldCat: E39PBJbM3H78XhKxb4JvJCxdQq